# Arrondissement de Narbonne
L'arrondissement de Narbonne est une division administrative française, située dans le département de l'Aude et la région Occitanie.

## Composition
Liste des cantons de l'arrondissement de Narbonne :
- canton de Coursan (6 communes) ;
- canton de Fabrezan (30 communes) ;
- canton de Lézignan-Corbières (10 communes) ;
- canton de Narbonne-1 (4 communes + fraction de Narbonne) ;
- canton de Narbonne-2 (2 communes + fraction de Narbonne) ;
- canton de Narbonne-3 (fraction de Narbonne) ;

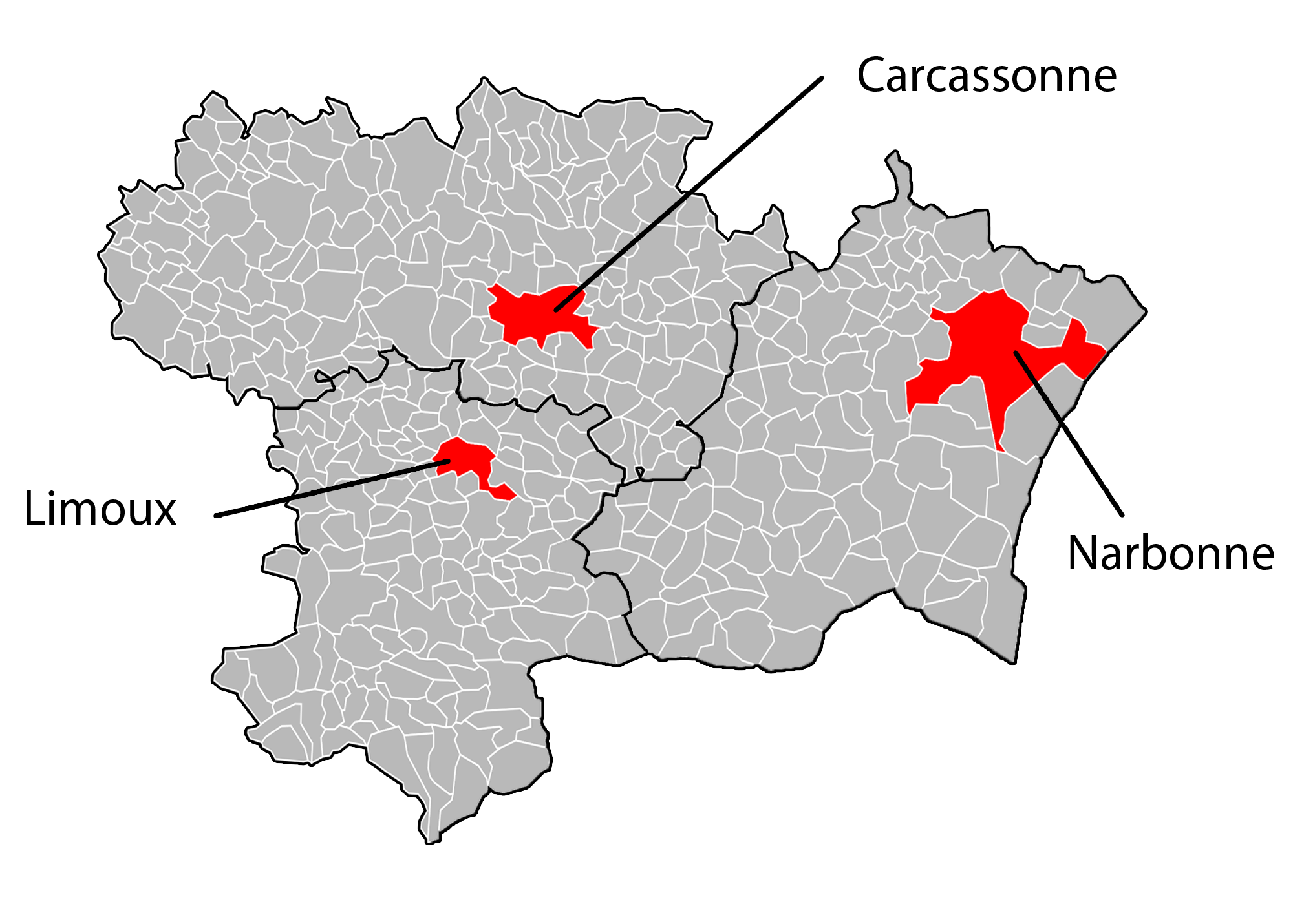
Découpage des communes des 3 arrondissements de l'Aude.

- canton de Sallèles-d'Aude (18 communes) ;
- canton de Sigean (11 communes).

### Découpage communal depuis 2015
Depuis 2015, le nombre de communes des arrondissements varie chaque année soit du fait du redécoupage cantonal de 2014 qui a conduit à l'ajustement de périmètres de certains arrondissements, soit à la suite de la création de communes nouvelles. Le nombre de communes de l'arrondissement de Narbonne est ainsi de 82 en 2015, 82 en 2016 et 109 en 2017.
Au 1er janvier 2024, l'arrondissement groupe les 109 communes suivantes :
1. Albas
2. Albières
3. Argeliers
4. Argens-Minervois
5. Armissan
6. Auriac
7. Bages
8. Bizanet
9. Bize-Minervois
10. Bouisse
11. Boutenac
12. Camplong-d'Aude
13. Canet
14. Cascastel-des-Corbières
15. Castelnau-d'Aude
16. Caves
17. Conilhac-Corbières
18. Coursan
19. Coustouge
20. Cruscades
21. Cucugnan
22. Cuxac-d'Aude
23. Davejean
24. Dernacueillette
25. Duilhac-sous-Peyrepertuse
26. Durban-Corbières
27. Embres-et-Castelmaure
28. Escales
29. Fabrezan
30. Félines-Termenès
31. Ferrals-les-Corbières
32. Feuilla
33. Fitou
34. Fleury
35. Fontcouverte
36. Fontjoncouse
37. Fraissé-des-Corbières
38. Ginestas
39. Gruissan
40. Homps
41. Jonquières
42. Lagrasse
43. Lairière
44. Lanet
45. Laroque-de-Fa
46. Leucate
47. Lézignan-Corbières
48. Luc-sur-Orbieu
49. Mailhac
50. Maisons
51. Marcorignan
52. Massac
53. Mirepeisset
54. Montbrun-des-Corbières
55. Montgaillard
56. Montjoi
57. Montredon-des-Corbières
58. Montséret
59. Moussan
60. Mouthoumet
61. Moux
62. Narbonne
63. Névian
64. Ornaisons
65. Ouveillan
66. Padern
67. Palairac
68. La Palme
69. Paraza
70. Paziols
71. Peyriac-de-Mer
72. Portel-des-Corbières
73. Port-la-Nouvelle
74. Pouzols-Minervois
75. Quintillan
76. Raissac-d'Aude
77. Ribaute
78. Roquecourbe-Minervois
79. Roquefort-des-Corbières
80. Roubia
81. Rouffiac-des-Corbières
82. Saint-André-de-Roquelongue
83. Saint-Couat-d'Aude
84. Saint-Jean-de-Barrou
85. Saint-Laurent-de-la-Cabrerisse
86. Saint-Marcel-sur-Aude
87. Saint-Martin-des-Puits
88. Saint-Nazaire-d'Aude
89. Saint-Pierre-des-Champs
90. Sainte-Valière
91. Sallèles-d'Aude
92. Salles-d'Aude
93. Salza
94. Sigean
95. Soulatgé
96. Talairan
97. Termes
98. Thézan-des-Corbières
99. Tournissan
100. Tourouzelle
101. Treilles
102. Tuchan
103. Ventenac-en-Minervois
104. Vignevieille
105. Villedaigne
106. Villeneuve-les-Corbières
107. Villerouge-Termenès
108. Villesèque-des-Corbières
109. Vinassan

## Démographie
En 2022, l'arrondissement comptait 171 651 habitants.
| 1968    | 1975    | 1982    | 1990    | 1999    | 2006    | 2011    | 2016    | 2021    |
| ------- | ------- | ------- | ------- | ------- | ------- | ------- | ------- | ------- |
| 104 152 | 103 044 | 107 676 | 119 244 | 126 391 | 144 432 | 155 033 | 165 940 | 170 698 |

| 2022    | - | - | - | - | - | - | - | - |
| ------- | - | - | - | - | - | - | - | - |
| 171 651 | - | - | - | - | - | - | - | - |

## Sous-préfets
| Période           | Période            | Identité                             | Fonction précédente                                                                                 | Observation |
| ----------------- | ------------------ | ------------------------------------ | --------------------------------------------------------------------------------------------------- | --- |
| ca 1811           |                    | Daniel-François Hostalier Saint-Jean | | |
| 30 juillet 1814   | 8 avril 1815       | François d'Audéric de Lastours       | | Démissionnaire |
|                   |                    |                                      | | |
| 7 juillet 1815    | 1er septembre 1824 | François d'Audéric de Lastours       | | Nommé préfet du Var |
|                   |                    |                                      | | |
| 22 août 1830      | 8 avril 1833       | Jean Pascal                          | | |
| 22 mai 1833       | 21 septembre 1847  | Auguste Taillefer                    | Sous-préfet de Bergerac                                                                             | Nommé préfet des Pyrénées-Orientales |
|                   |                    |                                      | | |
| 13 août 1857      | 23 septembre 1858  | Gustave-Léonard Pompon-Levainville   | Sous-préfet de Mayenne                                                                              | Nommé sous-préfet de Valenciennes |
| 23 septembre 1858 | 29 décembre 1866   | François Péchin                      | Sous-préfet de Remiremont                                                                           | Nommé sous-préfet de Béziers |
|                   |                    |                                      | | |
| 16 mars 1870      | 23 septembre 1870  | Adolphe Loreilhe de Lestaubière      | Sous-préfet de Dreux                                                                                | Nommé sous-préfet de Castres |
| 23 septembre 1870 | 11 avril 1871      | Louis Obissier Saint-Martin          | | Remplacé |
| 11 avril 1871     | 26 mai 1873        | Charles de Bure                      | | Nommé préfet de la Corrèze |
|                   |                    |                                      | | |
| novembre          | décembre 1876      | Pierre Papinaud                      | Conseiller général du canton de Coursan                                                             | Nommé sous-préfet de Prades |
|                   |                    |                                      | | |
| 21 février 1877   | 24 mai 1877        | Ludovic Mercadier                    | Sous-préfet de Brive                                                                                | Nommé secrétaire général du Rhône |
|                   |                    |                                      | | |
| 12 janvier 1880   | 22 mai 1885        | Marie-Pierre Buard                   | Sous-préfet de Langres                                                                              | Remplacé |
| 24 mai 1885       | 13 février 1886    | François Langlade                    | Sous-préfet d'Orange                                                                                | Nommé sous-préfet d'Autun |
| 13 février 1886   | 8 mars 1886        | Eugène Couly                         | Sous-préfet de Lisieux                                                                              | Nommé sous-préfet de Lisieux |
| 8 mars 1886       | 22 mars 1889       | Pierre Anglade                       | Sous-préfet de Lodève                                                                               | Nommé secrétaire général de la préfecture du Finistère |
| 22 mars 1889      | 28 février 1896    | Jean Labat                           | Sous-préfet de Villefranche-de-Rouergue                                                             | Remplacé |
| 28 février 1896   | 23 mai 1896        | Henri Hugues                         | Sous-préfet de Lodève                                                                               | Nommé sous-préfet de Coutances |
| 23 mai 1896       | 25 juin 1896       | Léon Edouard Briens                  | Sous-préfet de Dreux                                                                                | Nommé sous-préfet de Boulogne-sur-Mer |
| 25 juin 1896      | 13 septembre 1897  | Jean Ronzier-Joly                    | Sous-préfet de Pontoise                                                                             | Nommé préfet de l'Aude |
| 13 septembre 1897 | 19 juillet 1898    | Pedro Lartigue                       | Secrétaire général de la préfecture de la Corse                                                     | Nommé sous-préfet de Riom |
| 19 juillet 1898   | 23 juillet 1898    | Jean Eyguière                        | Sous-préfet de Bastia                                                                               | Nommé sous-préfet de Montluçon |
| 23 juillet 1898   | 7 février 1902     | Félix Nicolet                        | Sous-préfet de Vienne                                                                               | Nommé Percepteur |
| 7 février 1902    | 15 mars 1905       | Jean-Baptiste Dupré                  | Sous-préfet de Saint-Gaudens                                                                        | Nommé secrétaire général de Meurthe-et-Moselle |
| 31 mars 1905      | 3 novembre 1906    | Louis Chardon                        | Secrétaire général de la Haute-Vienne                                                               | Nommé préfet de Tarn-et-Garonne |
| 3 novembre 1906   | 5 juillet 1907     | Jean-Baptiste Icard                  | Sous-préfet de Dreux                                                                                | Mis en disponibilité sur sa demande |
| 5 juillet 1907    | 20 octobre 1911    | Paul Second                          | Secrétaire général de l'Hérault                                                                     | Nommé préfet du Lot |
| 20 octobre 1911   | 4 janvier 1916     | Joseph Zimmermann                    | Sous-préfet de Castelnaudary                                                                        | Chargé de l'administration du Territoire de Belfort |
| 4 janvier 1916    | 10 janvier 1918    | Ernest Bonnafous                     | Sous-préfet de Saintes                                                                              | Nommé sous-préfet de Narbonne |
| 10 janvier 1918   | 26 septembre 1918  | Ernest Bonnafous                     | Sous-préfet de Narbonne                                                                             | Remplacé |
| 26 septembre 1918 | 12 avril 1923      | Georges Renard                       | Sous-préfet de Limoux                                                                               | Nommé préfet de l'Aude |
| 2 mai 1923        | 12 juillet 1928    | Maurice Barré                        | Sous-préfet de Dole                                                                                 | Nommé préfet de la Creuse |
| 12 juillet 1928   | 13 octobre 1932    | Yves Berthoin                        | Sous-préfet de Marmande                                                                             | Nommé préfet de Tarn-et-Garonne |
| 25 octobre 1932   | 3 février 1936     | Pierre Voizard                       | Résident général de la République française au Maroc                                                | Directeur de cabinet du ministre de l'intérieur Albert Sarraut |
| 6 juin 1936       | 6 juin 1939        | Henri Cado                           | Rédacteur à la préfecture du Morbihan                                                               | Nommé préfet des Hautes-Alpes |
| 6 juin 1939       | 15 mai 1940        | René Chopin                          | Secrétaire général de la Marne                                                                      | Nommé directeur de cabinet du préfet des Bouches-du-Rhône |
| 15 mai 1940       | 30 octobre 1940    | Louis Séguy                          | Sous-préfet de Limoux                                                                               | Nommé secrétaire général de l'Yonne |
| 30 octobre 1940   | 15 janvier 1941    | Eugène Hild                          | Sous-préfet de Tournon-sur-Rhône                                                                    | Nommé préfet de l'Ardèche |
| 17 février 1941   | 14 novembre 1941   | Jean Popineau                        | Sous-préfet de Brive                                                                                | Nommé préfet délégué à Limoges |
|                   |                    |                                      | | |
| 8 février 1944    | 9 juin 1944        | Raymond Viguie                       | Secrétaire général de l'Aude                                                                        | Arrêté par les Allemands |
| 22 août 1944      | 15 mars 1954       | Vitalis Cros                         | Avocat à la cour d'appel de Toulouse                                                                | Nommé secrétaire général du C.A.T.I. de Toulouse |
|                   |                    |                                      | | |
| 1er mars 1972     | 16 décembre 1974   | Alain Dufoix                         | Directeur de cabinet de préfet d'ille-et-Vilaine                                                    | Nommé secrétaire général du Rhône |
| 16 décembre 1974  | 2 octobre 1975     | Bernard Raffray                      | Directeur de cabinet du préfet des Alpes-Maritimes                                                  | Chargé de mission au cabinet du ministre de l'éducation nationale René Haby |
|                   |                    |                                      | | |
|                   | 22 novembre 1990   | Gérard Thomas                        | | Nommé sous-préfet de Villefranche-sur-Saône |
| 3 décembre 1990   | 10 juin 1993       | Laurent Cayrel                       | Administrateur civil                                                                                | Chargé de mission auprès du préfet de la région Lorraine |
| 10 juin 1993      | 2 août 1995        | Alain Koegler                        | Sous-préfet de Sélestat-Erstein                                                                     | |
| 20 septembre 1995 | 16 mars 1998       | Michel Lafon                         | | Nommé secrétaire général de la préfecture du Bas-Rhin |
| 16 mars 1998      | 2 août 1999        | Noël Fournier                        | Sous-préfet de Montbéliard                                                                          | |
| 9 juillet 2002    | 28 août 2006       | Christian Gueydan                    | Secrétaire général de la préfecture de la Martinique                                                | Nommé secrétaire général de la préfecture des Pyrénées-Atlantiques |
| 29 août 2006      | 14 mai 2010        | Gérard Dubois                        | | Réintégré dans son corps d'origine |
| 14 mai 2010       | 4 décembre 2013    | Marie-Paule Bardèche                 | Secrétaire générale de la préfecture de la Drôme                                                    | Chargée d'une mission de service public relevant du Gouvernement |
| 13 décembre 2013  | 27 octobre 2017    | Obara Béatrice                       | Sous-préfète de Fontenay-le-Comte                                                                   | Nommée secrétaire générale de la préfecture des Côtes-d'Armor |
| 27 octobre 2017   | 14 décembre 2020   | Luc Ankri                            | Chargé du projet de transfert de la base d'avions de la sécurité civile de Marignane à Nîmes-Garons | Nommé directeur de projet (groupe I) auprès du préfet de la zone de défense et de sécurité Sud, chargé de la construction d’un hôtel des polices nationale et municipale à Nice |
| 14 décembre 2020  |                    | Rémi Récio                           | Directeur de cabinet du préfet des Alpes-Maritimes                                                  | |